# Стрельцова, Людмила Семёновна
Людмила Семёновна Стрельцова (род. 26.09.1946) — украинская хормейстер-постановщик, народная артистка Украины (2000), лауреат Шевченковской премии (2014).
Родилась в с. Белокуракино Ворошиловградской области Украинской ССР.
В 1975 году окончила Донецкий государственный музыкально-педагогический институт (ныне — Донецкая государственная музыкальная академия имени Сергея Прокофьева).
С 1975 г. главный хормейстер в Донецком национальном академическом театре оперы и балета имени А. Б. Соловьяненко.
В качестве хормейстера-постановщика участвовала в постановке более чем 50 опер советских, украинских и зарубежных композиторов.
Под ее руководством хор театра подготовил и с успехом исполнял и исполняет кантатно-ораториальный репертуар: реквиемы Дж. Верди, В. А. Моцарта, Л. Керубини, Н. Йоммелли, «Кармина Бурана» К. Орфа, Stabat Mater, «Маленькая торжественная месса» Дж. Россини, «Сотворение мира» Й. Гайдна, «Александр Невский», «Иван Грозный» С. Прокофьева и другие.
Народная артистка Украины (2000). В 2014 году в составе авторского коллектива стала лауреатом Национальной премии Украины имени Тараса Шевченко за оперу Р. Вагнера «Летучий Голландец» Донецкого национального академического театра оперы и балета имени А. Б. Соловьяненко.